# Паул Хайдер
Паул Хайдер (на немски: Paul Heider) е шестдесетият Велик магистър на Тевтонския орден.